# 陽協
陽 協（よう きょう、生没年不詳）は、五胡十六国時代の前燕の人物。本貫は右北平郡無終県。

## 生涯
337年9月、鮮卑慕容部の大人慕容皝は文武諸官の編成を行い、陽協は皇甫真とともに冗騎常侍に任じられた。
これ以後の事績は、史書に記されていない。